# Jared Y. Sanders
Jared Young Sanders, född 29 januari 1869 i Saint Mary Parish, Louisiana, död 23 mars 1944 i Baton Rouge, Louisiana, var en amerikansk demokratisk politiker. Han var viceguvernör i delstaten Louisiana 1904–1908, delstatens guvernör 1908–1912 och ledamot av USA:s representanthus 1917–1921.
Sanders avlade 1893 juristexamen vid Tulane University och inledde samma år sin karriär som advokat i New Orleans. I delstatens representanthus profilerade han sig som lotterimotståndare.
Sanders efterträdde 1904 Albert Estopinal som viceguvernör. Fyra år senare efterträdde han sedan Newton C. Blanchard som guvernör och efterträddes i det ämbetet år 1912 av Luther E. Hall. År 1917 efterträdde han Lewis L. Morgan som kongressledamot och efterträddes 1921 av George K. Favrot.
Frimuraren Sanders avled 1944 och gravsattes på Franklin Cemetery i Franklin. Sonen Jared Y. Sanders Jr. var ledamot av USA:s representanthus 1934–1937 och 1941–1943.